# 예광탄
예광탄은 탄두의 자켓에 인을 사용하여 발사후 인과 공기가 닿아 화염이 발생하여 특정거리(50m이상)를 비행한 다음, 빛을 내는 탄이다. 신호용이나 화공용으로 사용하기도 한다.
예광탄은 발사된 이후의 탄도를 육안으로 관측할 수 있다. 덕분에 지휘관 또는 지휘자가 야간 전투 중 시야가 제한될 때 표적에 대한 사격 방향을 지시하기 위해 사용되기도 하는데, 이러한 특성을 따라 미군에서는 'tracer'라고 부르기도 한다.